# Ахалсопели (Хелвачаурский муниципалитет)
Ахалсопели (груз. ახალსოფელი) — село в Грузии. Находится в Хелвачаурском муниципалитете Аджарской автономной республики. Село расположено на левом берегу реки Чорохи, на высоте от 3 до 50 метров над уровня моря.
Расстояние до Хелвачаури — 9 км. В селе имеется средняя школа.
Село находится на центральной автомагистрали Тбилиси — Сарпи. Близ села находится самый длинный автомобильный мост в Грузии через реку Чорохи. Его длина — 436 метров.

## Население
По итогам переписи 2014 года в Ахалсопели жило 2241 человека, из них большинство грузины. Основной статьёй дохода населения является цитрусоводство, животноводство и овощеводство.

## Интересные факты
Рядом с селом находится бывший артиллерийский полигон советской, а позже российской армии. После вывода российской военной базы из Батуми полигон был передан Министерству обороны Грузии, но позже ликвидирован. На освободившейся территории планируется построить туристические комплексы, что обеспечит рост занятости среди местного населения и рост его благосостояния.